# Liste der Bodendenkmale in Gerbstedt
In der Liste der Bodendenkmale in Gerbstedt sind alle Bodendenkmale der Stadt Gerbstedt und ihrer Ortsteile aufgelistet. Grundlage ist die Veröffentlichung der Landesdenkmalliste mit Stand vom 25. Februar 2016.  Die Baudenkmale sind in der Liste der Kulturdenkmale in Gerbstedt aufgeführt.
| Denkmal-ID | Fundart             | Ortsteil     | Bezeichnung                      | Zeitstellung | Lage                                                        | Bemerkungen | Bild |
| ---------- | ------------------- | ------------ | -------------------------------- | ------------ | ----------------------------------------------------------- | --- | ---- |
| 428300384  | Befestigung > Burg  | Bösenburg    | Spornburg „Kirchberg“            | Bronzezeit   | östlicher Ortsrand (Lage)                                   | Es handelt sich um eine deutlich ausgeprägte, großflächige Hügelkuppe. Auf der Hügelkuppe gibt es eine steinerne Kirche mit umliegenden Friedhof. |      |
| 428300604  | besonderer Stein    | Gerbstedt    | Menhir „Hoyerstein“              | undatiert    | 1,5 km südwestlich vom Ort (Lage)                           | Topografische Bezeichnung: Löchriger Stein. Material: Braunkohlenquarzit                                                                          |      |
| 428300602  | Wüstung             | Gerbstedt    | Wüstung „Lodderstedt“            | Mittelalter  | 2,0 km nordwestlich vom Ort (Lage)                          | es ist eine Schutthalde erkennbar, die auf Kirchenreste schließen lassen könnte                                                                   |      |
| 428300603  | Grabmal > Grabhügel | Gerbstedt    | Grabhügel „Galgenberg“           | undatiert    | 1,0 km nordöstlich vom Ort (Lage)                           | Ab mittigem Einstieg bis zur Nordseite zugängig. Zur Südseite stark zugewachsen.                                                                  |      |
| 428300605  | besonderer Stein    | Gerbstedt    | Menhir „Wartenberg“              | undatiert    | 0,5 km nordwestlich vom Ort (Lage)                          | |      |
| 428300608  | Grabmal             | Heiligenthal | Steinkistengräber „Sehringsberg“ | Neolithikum  | 0,5 km südlich vom Ort (Lage)                               | wieder aufgebaut an der Hangkante des Schlenztales                                                                                                |      |
| 428300618  | Befestigung         | Pfeiffhausen | Spornburg „Sittichenburg“        | undatiert    | 0,1 km nordöstlich der Friedeburgerhütte (Lage)             | Durch Altbergbau gestört. Spornburgfläche gestört durch Bergbauhalden.                                                                            |      |
| 428300619  | Grabmal > Grabhügel | Pfeiffhausen | Grabhügel „Krähenberg“           | undatiert    | 0,2 km westlich vom Ort (Lage)                              | Pfeiffhausen (Süd) nach West (hinter Landwirtschaftshof) Feldweg bis zur Biegung befahren.                                                        |      |
| 428300623  | Befestigung > Burg  | Thaldorf     | Talrandburg „Kirchberg“          | undatiert    | nördlicher Ortsrand (Lage)                                  | mittelalterliche Dorfkirche im Zentrum der Anlage mit modernem Friedhof                                                                           |      |
| 428300628  | besonderer Stein    | Welfesholz   | Menhir „Feldpredigerstein“       | undatiert    | 1,0 km östlich vom Ort, an der Straße nach Gerbstedt (Lage) | steht am linken Straßenrand zwischen Gerbstedt und Hettstedt, aufrechtstehender Stein                                                             |      |
| 428300627  | besonderer Stein    | Welfesholz   | Menhir                           | undatiert    | westlicher Ortsrand im ehemaligen Gutspark (Lage)           | nicht der ursprüngliche Standort |      |